# Jules Albert Cabrol
Pour les articles homonymes, voir Cabrol.
Jules Albert Cabrol, né le 8 juin 1871 à Aubin (Aveyron) et mort le 24 septembre 1924 à Paris, est un homme politique français.

## Biographie
Pharmacien à Aubin, il est maire de la ville et conseiller général. Il est député de l'Aveyron de 1908 à 1919, inscrit au groupe socialiste.

## Sources
- « Jules Albert Cabrol », dans le Dictionnaire des parlementaires français (1889-1940), sous la direction de Jean Jolly, PUF, 1960 [détail de l’édition]